# Przygotowania
Przygotowania (tyt. oryg. The Swarm) – powieść fantastycznonaukowa autorstwa Orsona Scotta Carda i Aarona Johnstona. Pierwszy tom trylogii Druga wojna z Formidami, będącej drugim cyklem prequeli Gry Endera. Ukazała się nakładem Tor Books w 2016 r., polskie tłumaczenie wydała oficyna  Prószyński i S-ka w tłumaczeniu Agnieszki Sylwanowicz w 2018 r..

## Fabuła
Pierwsza inwazja się skończyła, choć Chiny zostały spustoszone przez Formidów. Sukces był zapewniony przez koalicję wielkich korporacji z międzynarodowymi siłami wojskowymi oraz chińską armię i wymagał ogromnego wysiłku. Zniszczenia w Chinach zasiały strach, który przerodził się w drastyczne działania, kiedy się okazało, że statek był tylko jednym statkiem zwiadowczym, a ku Ziemi podąża cała flota.
Aby móc się bronić Ziemia się zorganizowała. Pojawił się urząd Hegemona oraz Międzynarodowa Flota.
W tej części przedstawione są losy bohaterów poprzednich części (Bingwen, Mazer Rackham, Victor Delgado, Lem Jukes) uwikłanych w gry polityczne w czasie gdy celem wszystkich powinno być przygotowanie do nadchodzącej inwazji..